# Carico 200

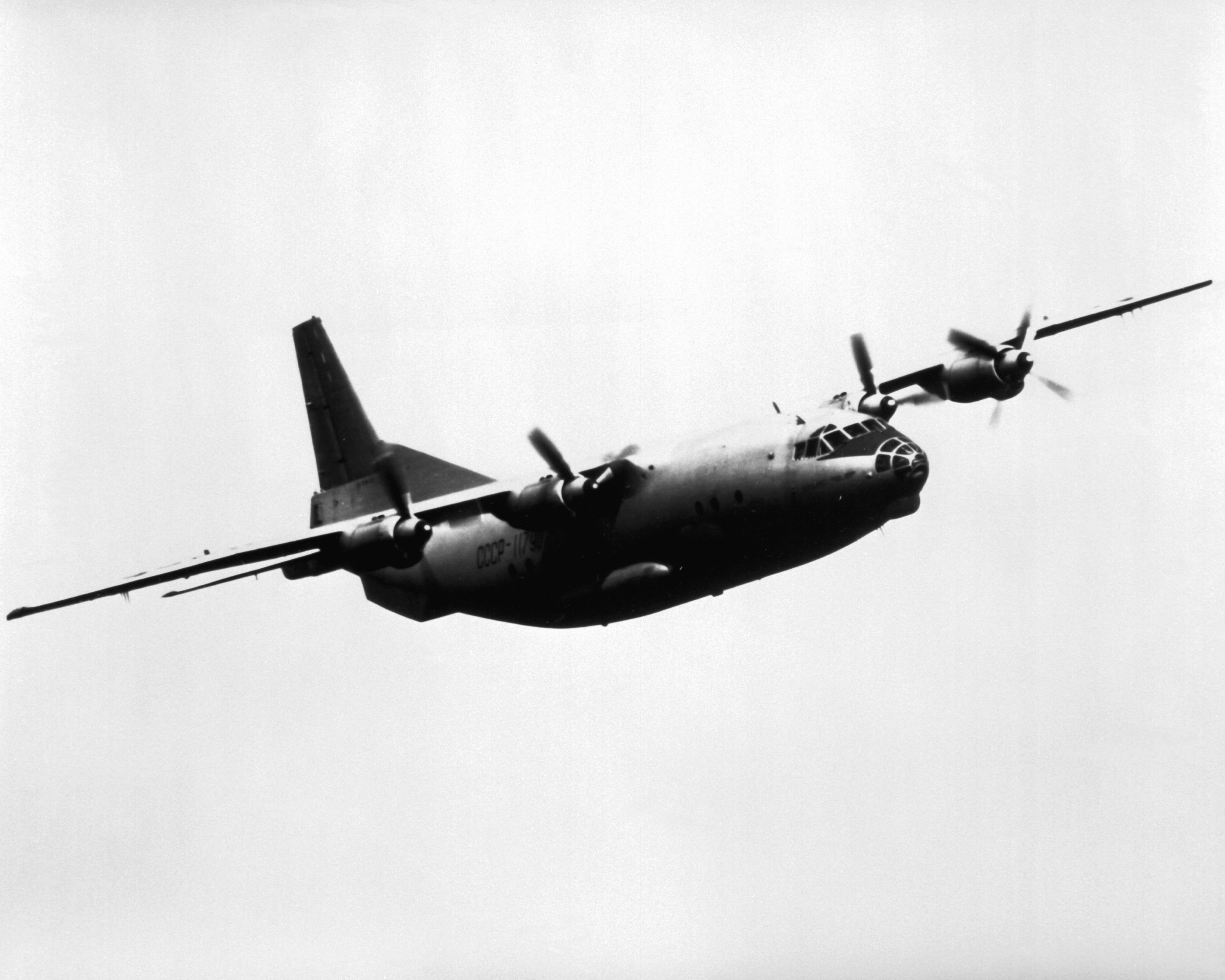
Un Antonov An-12 in volo, questo aere fu soprannominato Tulipano Nero dai militari sovietici a causa del triste compito di rimpatrio, via Tashkent, delle salme dei caduti durante la guerra in Afghanistan del 1979-1989, soprannome poi esteso anche ad altri velivoli chiamati a svolgere lo stesso tipo di servizio

Carico 200 (in russo Груз 200?, Gruz dvésti; o anche semplicemente 200) è un codice usato nel gergo dell’ambito militare sovietico e post-sovietico, in riferimento al trasporto di vittime.
Ufficialmente il termine Carico 200 è impiegato nella lettera di vettura aerea per riferirsi specificamente al trasporto dei corpi di soldati contenuti in bare rivestite di zinco.
Ufficiosamente «200» è usato nelle comunicazioni per riferirsi a tutte le salme recuperate dal campo di battaglia che poi vengono rimpatriate via aereo, diventando, inoltre, un eufemismo per la perdita irreversibile di uomini durante un conflitto.

## Altri codici di trasporto
Di seguito l’elenco degli altri codici utilizzati:
- carico 100 – munizioni;
- carico 300 – trasporto o rimpatrio di feriti;
- carico 400 – carcerati o prigionieri;
- carico 500 – medicinali;
- carico 600 – trasporto di un carico di grandi dimensioni;
- carico 700 - trasporto di soldi od oggetti di valore;
- carico 800 – armi "speciali" o chimiche.